# HD 68988 b
HD 68988 b ist ein Exoplanet, der den gelben Zwerg HD 68988 alle 6,277 Tage umkreist. Auf Grund seiner hohen Masse wird angenommen, dass es sich um einen Gasplaneten handelt.

## Entdeckung
Der Planet wurde mit Hilfe der Radialgeschwindigkeitsmethode von Paul Butler et al. im Jahr 2001 entdeckt.

## Umlauf und Masse
Der Planet umkreist seinen Stern in einer Entfernung von ca. 0,07 Astronomischen Einheiten bei einer Exzentrizität von 0,14 und hat eine Mindestmasse von ca. 1,9 Jupitermassen (ca. 600 Erdmassen).